# National City
National City és una ciutat al Comtat de San Diego a l'estat de Califòrnia. Segons una estimació del 2007 tenia 61.419 habitants.

## Demografia
Segons el cens del 2000, National City tenia 54.260 habitants, 15.018 habitatges, i 11.804 famílies. La densitat de població era de 2.834,9 habitants/km².
Dels 15.018 habitatges en un 44,6% hi vivien nens de menys de 18 anys, en un 50,4% hi vivien parelles casades, en un 21,1% dones solteres, i en un 21,4% no eren unitats familiars. En el 16,7% dels habitatges hi vivien persones soles el 8% de les quals corresponia a persones de 65 anys o més que vivien soles. El nombre mitjà de persones vivint en cada habitatge era de 3,39 i el nombre mitjà de persones que vivien en cada família era de 3,79.
Per edats la població es repartia de la següent manera: un 30,1% tenia menys de 18 anys, un 14% entre 18 i 24, un 29% entre 25 i 44, un 15,8% de 45 a 60 i un 11% 65 anys o més.
L'edat mediana era de 29 anys. Per cada 100 dones de 18 o més anys hi havia 101,6 homes.
La renda mediana per habitatge era de 29.826 $ i la renda mediana per família de 31.497$. Els homes tenien una renda mediana de 22.005 $ mentre que les dones 20.484 $. La renda per capita de la població era d'11.582 $. Entorn del 19,8% de les famílies i el 22% de la població estaven per davall del llindar de pobresa.

## Poblacions properes
El següent diagrama mostra les poblacions més properes.